# Nejczowci
Nejczowci (bułg. Нейчовци) – wieś w Bułgarii, w obwodzie Gabrowo, w gminie Drjanowo. Miejscowość jest wyludniała.